# 正寧県
正寧県（せいねい-けん）は中華人民共和国甘粛省慶陽市に位置する県。県人民政府の所在地は山河鎮。

## 歴史
漢初に上郡に設置され、現在の正寧県及び寧県の一部を管轄した。30年（建元6年）、後漢により廃止され管轄区域は泥陽県に統合された。
441年（太平真君2年）、北魏は現在の正寧県永和鎮羅川村に再び陽周県を設置、趙興郡の管轄（468年に華州、487年に班州、489年に豳州と改称）とした。西魏の時代にあんると陽周県に顕州が新設されている。557年、北周は顕州を廃止、陽周県を寧州趙興郡に移管している。
583年（開皇3年）、隋朝は趙興郡を廃止、陽周県は寧州（607年に北地郡と改称）直轄とされた。598年（開皇18年）には羅川県と改称されている。742年（天宝元年）、唐朝により寧州が彭原郡と改称された際、羅川県は真寧県と改称されている。758年（乾元元年）に彭原郡が寧州と改称されると明末までその管轄とされた。1601年（万暦29年）に慶陽府の直轄とされ、1723年（雍正元年）に正寧県と改称され現在に至る。

## 地理
慶陽市は東南部東経107度56分から108度38分、北緯35度14分から35度36分に位置し、東は陝西省黄陵県、南は旬邑県、西南は彬州市、西は長武県、北は寧県と隣接する。

## 行政区画
8鎮、2郷を管轄する：
- 鎮：山河鎮、楡林子鎮、宮河鎮、永和鎮、永正鎮、周家鎮、湫頭鎮、西坡鎮
- 郷：五頃原郷、三嘉郷

## 交通

### 道路
- 高速道路
  -  銀百高速道路
- 国道
  - G211国道
  - G327国道（中国語版）